# Józef Oprych
Józef Oprych (ur. 18 lutego 1923 w Morawskiej Ostrawie, zm. 3 grudnia 2006 w Tarnowie) – polski piłkarz, napastnik.

## Życiorys
Treningi zaczynał w rodzinnym mieście, grał także w polskich klubach. Po wybuchu II wojny światowej uciekł na Zachód i wstąpił do wojska we Francji. Służył u generała Maczka w 1940. We wrześniu 1944, jako bombardier dywizjonu artylerii przeciwpancernej 1 Samodzielnej Brygady Spadochronowej walczył w bitwie pod Arnhem i dostał się do niemieckiej niewoli. Otrzymał bojowy Znak Spadochronowy.
Po powrocie do Polski został piłkarzem Legii Warszawa. Grał w tym klubie w latach 1947-1951, później występował w Tarnovii.
W reprezentacji Polski zagrał tylko raz. 17 października 1948 Polska wygrała 1:0 z Finlandią w meczu towarzyskim.